# ان‌جی‌سی ۶۸۱۱
ان‌جی‌سی ۶۸۱۱ (انگلیسی: NGC 6811) خوشه‌ای باز در صورت فلکی ماکیان و در نزدیک صورت فلکی شلیاق است.